# Temporada da ProB de 2022-23
A Temporada da ProB de 2022–23 foi a 16.ª edição da competição de terciária do basquetebol masculino da Alemanha segundo sua pirâmide estrutural. É organizada pela 2.Bundesliga GmbH sob as normas da FIBA e é dividida em ProB Sul e ProB Norte.

## Clubes Participantes
| ProB                          | ProB              | ProB                          | ProB         |
| Grupo Norte                   | Grupo Norte       | Grupo Sul                     | Grupo Sul    |
| Clube                         | Localização       | Clube                         | Localização  |
| ----------------------------- | ----------------- | ----------------------------- | ------------ |
| BBG Herford                   | Herford           | Ahorn Camp BIS Baskets Speyer | Speyer       |
| BSW Sixers                    | Anhalt-Bitterfeld | Arvato College Wizards        | Carlsrue     |
| Dragons Rhöndorf              | Bad Honnef        | CATL Basketball Löwen         | Erfurt       |
| EN Baskets Schwelm            | Schwelm           | BBC Coburg                    | Coburgo      |
| Iserlohn Kangaroos            | Iserlohn          | BG Hessing Leitershofen       | Stadtbergen  |
| Itzehoe Eagles                | Itzehoe           | EPG Baskets Koblenz           | Coblença     |
| Lok Bernau                    | Bernau bei Berlin | FC Bayern München II          | Munique      |
| RASTA Vechta II               | Vechta            | Fraport Skyliners Junior      | Francoforte  |
| RheinStars Köln               | Colônia           | Orange Academy                | Ulm          |
| ROTH Energie Giessen Pointers | Gießen            | Porsche BBA Ludwigsburg       | Ludwigsburgo |
| SBB Baskets Wolmirstedt       | Wolmirstedt       | Team Ehingen Urspring         | Ehingen      |
| SC Rist Wedel                 | Wedel             | TSV Oberhaching               | Oberhaching  |
| TKS 49ers                     | Stahndorf         | White Wings Hanau             | Hanau        |

## Formato
A competição é disputada por 24 equipes divididas em dois torneios distintos de temporada regular, Sul e Norte, onde as equipes se enfrentam com jogos sendo mandante e visitante, determinando ao término desta as colocações do primeiro ao último colocados. Prevê-se a promoção à 2.Bundesliga ProA aos dois finalistas dos playoffs.

## Temporada Regular

### Tabela de Classificação

#### Norte
| Pos. | Clube                         | J  | V  | D  | Pts. | PF    | PC   | Dif. | Classificação |
| ---- | ----------------------------- | -- | -- | -- | ---- | ----- | ---- | ---- | ------------- |
| 1    | Lok Bernau                    | 24 | 21 | 3  | 42   | 2.071 | 1726 | 345  | Playoffs      |
| 2    | BSW Sixers                    | 24 | 20 | 4  | 40   | 2.042 | 1764 | 278  | Playoffs      |
| 3    | SBB Baskets Wolmirstedt       | 24 | 16 | 8  | 32   | 2.085 | 1922 | 163  | Playoffs      |
| 4    | Dragons Rhöndorf              | 24 | 14 | 10 | 28   | 2.098 | 2018 | 80   | Playoffs      |
| 5    | RASTA Vechta II               | 24 | 14 | 10 | 28   | 1.819 | 1753 | 66   | Playoffs      |
| 6    | RheinStars Köln               | 24 | 12 | 12 | 24   | 1.994 | 1844 | 150  | Playoffs      |
| 7    | Itzehoe Eagles                | 24 | 12 | 12 | 23   | 1.860 | 1880 | -20  | Playoffs      |
| 8    | EN Baskets Schwelm            | 24 | 11 | 13 | 22   | 1.962 | 1949 | 13   | Playoffs      |
| 9    | TKS 49ers                     | 24 | 11 | 13 | 22   | 1.745 | 1848 | -103 |               |
| 10   | Iserlohn Kangaroos            | 24 | 11 | 13 | 22   | 1.943 | 1975 | -32  |               |
| 11   | SC Rist Wedel                 | 24 | 9  | 15 | 18   | 1.915 | 2087 | -172 |               |
| 12   | BBG Herford                   | 24 | 4  | 20 | 8    | 1.829 | 2193 | -364 |               |
| 13   | ROTH Energie Giessen Pointers | 24 | 1  | 23 | 1    | 1.689 | 2093 | -404 |               |

#### Sul
| Pos. | Clube                         | J  | V  | D  | Pts. | PF    | PC   | Dif. | Classificação |
| ---- | ----------------------------- | -- | -- | -- | ---- | ----- | ---- | ---- | ------------- |
| 1    | EPG Baskets Koblenz           | 24 | 23 | 1  | 46   | 2.221 | 1715 | 506  | Playoffs      |
| 2    | White Wings Hanau             | 24 | 20 | 4  | 34   | 2.077 | 1869 | 208  | Playoffs      |
| 3    | Fraport Skyliners Junior      | 24 | 14 | 10 | 28   | 1.866 | 1745 | 121  | Playoffs      |
| 4    | BBC Coburg                    | 24 | 14 | 10 | 28   | 2.043 | 1946 | 97   | Playoffs      |
| 5    | CATL Basketball Löwen         | 24 | 13 | 11 | 26   | 1.969 | 1914 | 55   | Playoffs      |
| 6    | Ahorn Camp BIS Baskets Speyer | 24 | 13 | 11 | 26   | 1.964 | 2106 | -142 | Playoffs      |
| 7    | TSV Oberhaching               | 24 | 12 | 12 | 24   | 1.904 | 1919 | -15  | Playoffs      |
| 8    | Team Ehingen Urspring         | 24 | 11 | 13 | 22   | 1.846 | 1958 | -112 | Playoffs      |
| 9    | BG Hessing Leitershofen       | 24 | 11 | 13 | 22   | 1.901 | 1943 | -42  |               |
| 10   | Orange Academy                | 24 | 8  | 16 | 16   | 1.984 | 1994 | -10  |               |
| 11   | SEEBURGER College Wizards     | 24 | 7  | 17 | 14   | 1850  | 2045 | -195 |               |
| 12   | Porsche BBA Ludwigsburg       | 24 | 6  | 18 | 12   | 1780  | 1961 | -181 |               |
| 13   | FC Bayern München II          | 24 | 4  | 20 | 8    | 1700  | 1990 | -290 |               |

## Playoffs

### Oitavas de finais
| Time 1                   | Série | Time 2                        | 1º Jogo  | 2º Jogo  | 3º Jogo |
| ------------------------ | ----- | ----------------------------- | -------- | -------- | ------- |
| Lok Bernau               | 2 - 0 | Team Ehingen Urspring         | 106 - 76 | 123 - 86 | -       |
| BBC Coburg               | 0 - 2 | RASTA Vechta II               | 61 - 91  | 87 - 89  | -       |
|                          | -     | Itzehoe Eagles                | -        | -        | -       |
| SBB Baskets Wolmirstedt  | 2 - 0 | Ahorn Camp BIS Baskets Speyer | 93 - 78  | 96 - 82  | -       |
| EPG Baskets Koblenz      | 2 - 1 | EN Baskets Schwelm            | 97 - 76  | 71 - 72  | 89 - 83 |
| Dragons Rhöndorf         | 0 - 2 | CATL Basketball Löwen         | 95 - 102 | 65 - 72  | -       |
| BSW Sixers               | 2 - 0 | TSV Oberhaching               | 105 - 66 | 71 - 65  | -       |
| Fraport Skyliners Junior | 2 - 1 | RheinStars Köln               | 62 - 73  | 79 - 69  | 83 - 74 |

### Quartas de finais
| Time 1                  | Série | Time 2                   | 1º Jogo | 2º Jogo | 3º Jogo  |
| ----------------------- | ----- | ------------------------ | ------- | ------- | -------- |
| Lok Bernau              | 0 - 2 | RASTA Vechta II          | 77 - 79 | 62 - 70 | -        |
| SBB Baskets Wolmirstedt | 2 - 1 | Itzehoe Eagles           | 96 - 77 | 70 - 83 | 83 - 82  |
| EPG Baskets Koblenz     | 2 - 1 | CATL Basketball Löwen    | 78 - 79 | 80 - 74 | 108 - 83 |
| BSW Sixers              | 2 - 0 | Fraport Skyliners Junior | 72 - 60 | 77 - 57 | -        |

### Semifinais
| Time 1              | Série | Time 2                  | 1º Jogo | 2º Jogo | 3º Jogo  |
| ------------------- | ----- | ----------------------- | ------- | ------- | -------- |
| RASTA Vechta II     | 2 - 1 | SBB Baskets Wolmirstedt | 78 - 72 | 72 - 83 | 100 - 78 |
| EPG Baskets Koblenz | 2 - 0 | BSW Sixers              | 95 - 86 | 96 - 78 | -        |

### Finais
| Time 1          | Agregado  | Time 2              | 1º Jogo | 2º Jogo |
| --------------- | --------- | ------------------- | ------- | ------- |
| RASTA Vechta II | 122 - 163 | EPG Baskets Koblenz | 62 - 82 | 60 - 81 |

## Promoção e rebaixamento

### Promovidos para aPro A
- RASTA Vechta II[2]
- EPG Baskets Koblenz

## Playoffs de rebaixamento

### Norte
| Pos. | Clube | J | V | D | Pts. | PF | PC | Classificação                 |
| ---- | ----- | - | - | - | ---- | -- | -- | ----------------------------- |
| 1    |       |   |   |   |      |    |    | Permanência                   |
| 2    |       |   |   |   |      |    |    | Permanência                   |
| 3    |       |   |   |   |      |    |    | Rebaixado para a Regionalliga |
| 4    |       |   |   |   |      |    |    | Rebaixado para a Regionalliga |

### Sul
| Pos. | Clube | J | V | D | Pts. | PF | PC | Classificação                 |
| ---- | ----- | - | - | - | ---- | -- | -- | ----------------------------- |
| 1    |       |   |   |   |      |    |    | Permanência                   |
| 2    |       |   |   |   |      |    |    | Permanência                   |
| 3    |       |   |   |   |      |    |    | Rebaixado para a Regionalliga |
| 4    |       |   |   |   |      |    |    | Rebaixado para a Regionalliga |

## Artigos relacionados
- Bundesliga
- 2.Bundesliga ProA
- Regionalliga
- Seleção Alemã de Basquetebol